# Bua (Provinz)

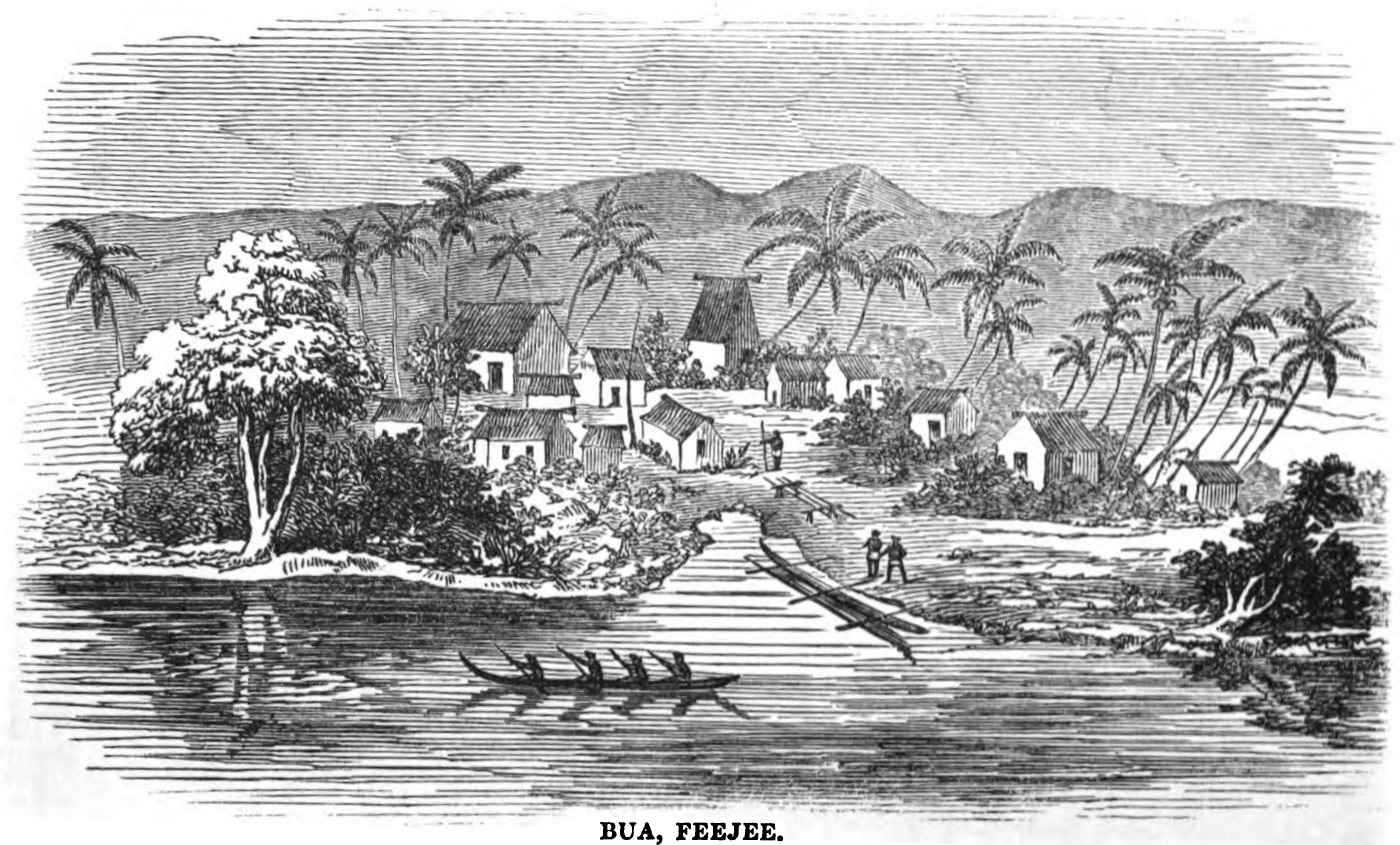
Bua, Fiji Islands, Juni 1851.

Provinz Bua

Bua ist eine der vierzehn fidschianischen Provinzen (yasana). Sie liegt im Westen der Nordinsel von Vanua Levu und ist damit eine der drei nördlichsten Provinzen. Sie umfasst eine Fläche von 1,379 km². 2017 wurden 15.466 Einwohner gezählt. Sie ist damit die fünftkleinste Provinz bezogen auf die Einwohnerzahl.
Bua wird vom Bua Provincial Council verwaltet. Der Vorsitzende ist derzeit Ratu Filimone Ralogaivau.
Bua verfügt auch über einen der wichtigen Häfen von Vanua Levu. Der Hafen liegt in Nabouwalu und besitzt einen Schiffsanleger. Der Ort soll als eigene Gemeinde erklärt werden, was jedoch wegen unvollständiger Planung im Januar 2020 verschoben wurde.
Koordinaten: 16° 47′ S, 178° 36′ O